# Heiden (Alemanha)
Heiden é um município da Alemanha localizado no distrito de Borken, região administrativa de Münster, estado de Renânia do Norte-Vestfália.